# Macuto
Macuto – miasto na północy Wenezueli w stanie Vargas, położone nad Morzem Karaibskim.

## Opis
Miasto zostało założone 24 sierpnia 1740, patronem Macuto jest Święty Bartłomiej Apostoł. Obecnie miejscowość jest popularnym nadmorskim ośrodkiem turystycznym.

## Demografia
Miasto według spisu powszechnego 21 października 2001 roku liczyło 13 194, 30 października 2011 ludność  Macuto wynosiła 18 554W 2011 roku liczyło 39 310 mieszkańców. 

## Baza hotelowa

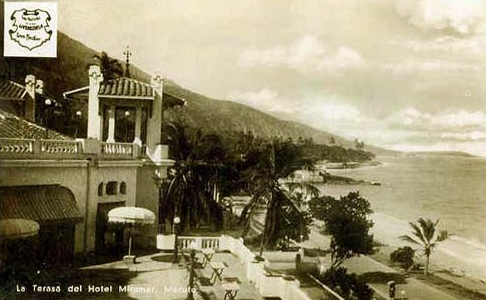
Miramar Hotel 1929

- Hotel Miramar[1]
- Hotel Plazamar[2]
- Hotel Olé Caribe[3]
- Hotel Las 15 Letras[4]
- Hotel El Ceibo[5]
- Hotel Eduard's[6]